# Jerzy Holzer

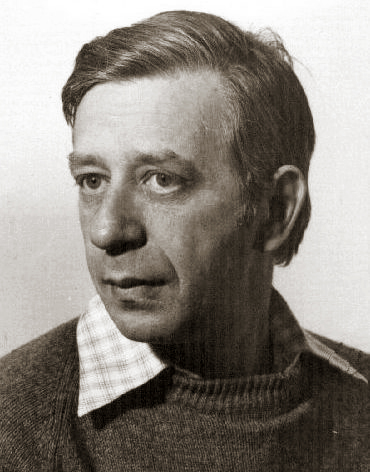
Jerzy Holzer

Jerzy Stanisław Holzer (* 24. August 1930 in Warschau; † 14. Januar 2015 ebenda) war ein polnischer Historiker und Publizist. Er hatte eine Professur für Zeitgeschichte an der Universität Warschau.

## Leben
Holzer entstammte einer assimilierten jüdischen Familie. Von 1950 bis 1954 studierte er Geschichte. Seine Promotion folgte 1960, die Habilitation im Jahre 1969. Holzer nahm seit Mitte der 1960er Jahre eine kritische Haltung zum Regime in Polen ein. So kritisierte er unter anderem im Jahre 1967 die antisemitische Hetzkampagne der polnischen Regierung und verteidigte die Studentenrevolte von 1968. Auch verurteilte er den Einmarsch von Truppen des Warschauer Pakts in die Tschechoslowakei im Jahre 1968.
Bereits seit 1966 war Holzer vom polnischen Staatlichen Sicherheitsdienst überwacht worden. Von 1977 bis 1989 war er in der polnischen Oppositionsbewegung aktiv, unter anderem als deutschlandpolitischer Berater des Parlamentarischen Bürgerclubs/Solidarność. Mehrfach war Holzer als Gastprofessor in Deutschland tätig. 1989 erhielt er eine Professur für Zeitgeschichte an der Universität Warschau.
Von 1990 bis 2006 leitete er die Abteilung für Deutschlandforschung am Institut für politische Studien der Polnischen Akademie der Wissenschaften. Zwischen 2000 und 2004 war er auch Direktor dieser Abteilung. Zusammen mit vielen anderen Persönlichkeiten befürwortete Holzer im Jahre 2003 die Gründung eines Europäischen Zentrums gegen Vertreibungen.
Für Aufsehen sorgten im Jahre 2005 Pressemeldungen, wonach Holzer seit 1965 mit der polnischen Staatssicherheit zusammengearbeitet habe. Bereits kurz darauf stellte sich aber heraus, dass es sich hierbei um unzulässig verkürzte und falsch dargestellte Informationen gehandelt hatte.
Holzer starb Mitte Januar 2015 84-jährig in seiner Geburtsstadt Warschau.

## Auf Deutsch erschienene Literatur
- Parteien und Massen. Politische Krise in Deutschland 1928–1930. Wiesbaden 1970.
- Solidarität. Die Geschichte einer freien Gewerkschaft in Polen. München 1989.
- Der Kommunismus in Europa. Frankfurt 1997.
- Polen und Europa. Land, Geschichte, Identität. Dietz, Bonn 2007, ISBN 978-3-8012-0372-6; wieder Bundeszentrale für politische Bildung, Bonn 2008, ISBN 978-3-89331-831-5.
- «Die Demokratie steht im Zentrum der Problematik». Polen und der Zerfall der Sowjetunion. Gespräch mit Jerzy Holzer. In: Neue Gesellschaft. Frankfurter Hefte. Band 38, Nr. 3, 1991, S. 205–210